# Campeonato Uruguayo de Primera División 2013-14
El Campeonato Uruguayo 2013-14, denominado Torneo Uruguayo Copa Coca-Cola 2013/14 por motivos publicitarios, fue el 110° torneo de primera división del fútbol uruguayo organizado por la AUF, correspondiente a la temporada 2013-2014.
El torneo empezó a disputarse el sábado 17 de agosto de 2013. El Torneo Apertura, se llamó Montevideo Capital Iberoamericana de la Cultura, y el Torneo Clausura se denominó 100 años de Sud América.
Por primera vez desde la implantación en 1994 del régimen de disputa mediante Torneo Apertura, Torneo Clausura y finales, la definición del campeonato fue entre dos clubes en desarrollo: Danubio y Wanderers.
Danubio resultó el campeón en emocionante definición, venciendo primero a Wanderers en la semifinal (el Bohemio partía con ventaja), y vencerlo luego en tanda de penales después de empatar los dos partidos definitorios, y el alargue del último partido. Es el cuarto título para el equipo de La Franja.

## Equipos participantes

### Relevos temporada anterior
| Club             | Ascendido como                            |
| ---------------- | ----------------------------------------- |
| Sud América      | Campeón Segunda División 2012-13          |
| Rentistas        | Subcampeón Segunda División 2012-13       |
| Miramar Misiones | Ganador playoffs Segunda División 2012-13 |

| Club            | Descendido como                |
| --------------- | ------------------------------ |
| Bella Vista     | 14° Tabla del descenso 2012-13 |
| Progreso        | 15° Tabla del descenso 2012-13 |
| Central Español | 16° Tabla del descenso 2012-13 |

### Datos de los equipos
Notas: todos los datos estadísticos corresponden únicamente a los Campeonatos Uruguayos organizados por la Asociación Uruguaya de Fútbol. Las fechas de fundación de los equipos son las declaradas por los propios clubes implicados. La columna "estadio" refleja el estadio dónde el equipo más veces oficia de local en sus partidos, pero no indica que el equipo en cuestión sea propietario del mismo.

| Club                 | Ciudad      | Estadio                | Capacidad | Fundación                | Marca     | Patrocinadores                                   |
| -------------------- | ----------- | ---------------------- | --------- | ------------------------ | --------- | ------------------------------------------------ |
| Cerro                | Montevideo  | Tróccoli               | 25.000    | 1 de diciembre de 1922   | MGR Sport | Rinde Dos, Redpagos, Crufi, EGA, Médica Uruguaya |
| Cerro Largo          | Melo        | Ubilla                 | 9.000     | 19 de noviembre de 2002  |           | Núñez, Banco República.                          |
| Danubio              | Montevideo  | Jardines del Hipódromo | 18.000    | 1 de marzo de 1932       |           | Asociación Española                              |
| Defensor Sporting    | Montevideo  | Franzini               | 18.000    | 15 de marzo de 1913      |           | Médica Uruguaya, Punta Ballena, CITA             |
| El Tanque Sisley     | Florida *   | Campeones Olímpicos    | 7.000     | 17 de marzo de 1955      | MGR Sport | Rinde Dos.                                       |
| Fénix                | Montevideo  | Parque Capurro         | 5.500     | 7 de julio de 1916       | MGR Sport | Ratisalil, Redpagos, Fagar, La Pasiva, EGA       |
| Juventud             | Las Piedras | Parque Artigas         | 5.500     | 24 de diciembre de 1935  |           | Frigorífico Las Piedras, Agua Lara, Redpagos     |
| Liverpool            | Montevideo  | Belvedere              | 8.500     | 15 de febrero de 1915    |           | Puritas, Barcatti                                |
| Miramar Misiones     | Montevideo  | Parque Méndez Piana    | 6.500     | 26 de marzo de 1906      | Mgr Sport | Ayala, EGA                                       |
| Montevideo Wanderers | Montevideo  | Parque Viera           | 10.000    | 15 de agosto de 1902     | MGR Sport | 3M, Redpagos                                     |
| Nacional             | Montevideo  | Gran Parque Central    | 26.500    | 14 de mayo de 1899       |           | Antel, Conaprole, Redpagos, Turil                |
| Peñarol / CURCC      | Montevideo  | En construcción        | -         | 28 de septiembre de 1891 |           | Antel, Conaprole, Redpagos                       |
| Racing               | Montevideo  | Parque Roberto         | 8.500     | 6 de abril de 1919       | MGR Sport | Punta Ballena, Redpagos, Nativa - NIX            |
| Rentistas            | Montevideo  | Complejo Rentistas     | 10.600    | 26 de marzo de 1933      | Matgeor   | Rinde dos, Ottonello, Redpagos                   |
| River Plate          | Montevideo  | Parque Saroldi         | 5.165     | 11 de mayo de 1932       |           | Macro Mercado                                    |
| Sud América          | San José *  | C. Martínez Laguarda   | 6.000     | 15 de febrero de 1914    | Starbade  | Crufi, EGA, Cismar                               |

| Escala Nacional                                               | Escala Montevideana                                                                               | Escala Montevideana |
| ------------------------------------------------------------- | ------------------------------------------------------------------------------------------------- | --- |
| Juventud IASA* El Tanque* Montevideo (12 equipos) Cerro Largo | Cerro Defensor Nacional Peñarol* Miramar Liverpool Racing Wanderers River Fénix Danubio Rentistas | Solamente dos de los equipos participantes no pertenecen a Montevideo, y son Juventud (Las Piedras), Cerro Largo (Melo) están ubicados a 23 y 387 kilómetros de distancia respectivamente de la capital del país. - De los equipos de Montevideo, Peñarol juega en el Estadio Centenario, de propiedad municipal, ya que su estadio, el José Pedro Damiani no se encuentra habilitado. - El Tanque Sisley está oficiando de local en el estadio Campeones Olímpicos de la ciudad de Florida a 98 kilómetros de Montevideo. - La IASA está oficiando de local en el estadio Casto Martínez Laguarda de la ciudad de San José a 95 kilómetros de Montevideo. |

#### Entrenador inicial
Listado de los entrenadores que empezaron el campeonato dirigiendo a cada uno de los equipos. En negrita están señalados los directores técnicos que actualmente se mantienen en el cargo.
| Club              | Entrenador             | Comentarios                                                                  |
| ----------------- | ---------------------- | ---------------------------------------------------------------------------- |
| Cerro             | Danilo Baltierra       | Continúa de la temporada anterior. Cesado luego de la 11.ª fecha.            |
| Cerro Largo       | Juan Jacinto Rodríguez | Nuevo. Renunció luego de la 12.ª fecha.                                      |
| Danubio           | Leonardo Ramos         | Continúa de la temporada anterior.                                           |
| Defensor Sporting | Tabaré Silva           | Continúa de la temporada anterior. Cesado luego de la 12.ª fecha.            |
| El Tanque Sisley  | Raúl Möller            | Nuevo. Osvaldo Canobbio fue cesado pocos días antes del inicio.              |
| Fénix             | Lorenzo Carrabs        | Nuevo. Cesado en la 8.ª fecha.                                               |
| Juventud          | Mario Saralegui        | Continúa de la temporada anterior. Renunció en la 9.ª fecha.                 |
| Liverpool         | Eduardo Favaro         | Nuevo.                                                                       |
| Miramar Misiones  | Luis Duarte            | Continúa de la temporada anterior. Cesado en la 6.ª fecha.                   |
| Nacional          | Rodolfo Arruabarrena   | Continúa de la temporada anterior. Renunció al finalizar el Torneo Apertura. |
| Peñarol           | Diego Alonso           | Nuevo. Renunció en la 6.ª fecha.                                             |
| Racing            | Rosario Martínez       | Nuevo. Termina vínculo al finalizar el Torneo Apertura.                      |
| Rentistas         | Adolfo Barán           | Continúa de la temporada anterior.                                           |
| River Plate       | Guillermo Almada       | Continúa de la temporada anterior.                                           |
| Sud América       | Alejandro Apud         | Continúa de la temporada anterior.                                           |
| Wanderers         | Alfredo Arias          | Continúa de la temporada anterior.                                           |

#### Cambios de entrenador
| Día      | Equipo            | Fecha  | Posición | DT saliente            | Situación | Motivo                                                           | DT nuevo              |
| -------- | ----------------- | ------ | -------- | ---------------------- | --------- | ---------------------------------------------------------------- | --------------------- |
| 05/10/13 | Peñarol           | 6.ªAp  | 14.º     | Diego Alonso           | Cesado    | Malos resultados (6 PJ: 1-2-3)                                   | Jorge Gonçalves       |
| 07/10/13 | Miramar Misiones  | 6.ªAp  | 16.º     | Luis Duarte            | Cesado    | Malos resultados (6 PJ: 0-2-4)                                   | Gonzalo de los Santos |
| 28/10/13 | Fénix             | 8.ªAp  | 15.º     | Lorenzo Carrabs        | Renunció  | Malos resultados (8 PJ: 1-2-5)                                   | Juan Tejera           |
| 03/11/13 | Juventud          | 9.ªAp  | 15.º     | Mario Saralegui        | Renunció  | Malos resultados (9 PJ: 2-1-6)                                   | Jorge Giordano        |
| 18/11/13 | Cerro             | 11.ªAp | 13.º     | Danilo Baltierra       | Cesado    | Malos resultados (11 PJ: 4-0-7)                                  | Pablo Alonso          |
| 24/11/13 | Defensor Sporting | 12.ªAp | 10.º     | Tabaré Silva           | Renunció  | Malos resultados (12 PJ: 4-2-6)                                  | Fernando Curutchet    |
| 24/11/13 | Cerro Largo       | 12.ªAp | 13.º     | Juan Jacinto Rodríguez | Renunció  | Malos resultados (12 PJ: 3-4-5)                                  | Eduardo Uzal          |
| 15/12/13 | Nacional          | 15.ªAp | 3.º      | Rodolfo Arruabarrena   | Renunció  | Pérdida del Torneo Apertura                                      | Gerardo Pelusso       |
| 22/12/13 | Racing            | 15.ªAp | 13.º     | Rosario Martínez       | Renunció  | Diferencias con la directiva                                     | Mauricio Larriera     |
| 25/01/14 | Peñarol           | 15.ªAp | 8.º      | Jorge Gonçalves        | Cesado    | Malos resultados en verano                                       | Jorge Fossati         |
| 24/02/14 | Miramar Misiones  | 4.ªCl  | 15.º     | Gonzalo de los Santos  | Renunció  | Malos resultados (13 PJ: 3-4-6)                                  | Daniel Sánchez        |
| 03/03/14 | Cerro             | 5.ªCl  | 14.º     | Pablo Alonso           | Cesado    | Malos resultados (8 PJ: 1-3-4)                                   | Pablo Rodríguez       |
| 31/03/14 | Cerro Largo       | 9.ªCl  | 15.º     | Eduardo Uzal           | Renunció  | Malos resultados (12 PJ: 4-3-5)                                  | Danielo Núñez         |
| 28/04/14 | Nacional          | 12.ªCl | 6.º      | Gerardo Pelusso        | Cesado    | Malos resultados (12 PJ: 6-0-6 por C.U.; 8 PJ: 1-1-6 por C.Lib.) | Álvaro Gutiérrez      |

## Sistema de disputa
Los 16 equipos participantes disputarán dos torneos, Apertura y Clausura, a fines de 2013 y principios de 2014 respectivamente. Ambos torneos serán en la modalidad de todos contra todos a una sola ronda. También se confeccionará una Tabla Anual que se calculará como la suma de las tablas de ambos torneos.

### Campeón uruguayo
Para determinar el equipo que se consagrará campeón de la temporada, se jugarán una semifinal y dos posteriores finales, todas en caso de ser necesario. Primero se disputará un partido entre los campeones de los torneos cortos. El ganador de este partido se enfrentará al ganador de la Tabla Anual en una serie final de dos partidos. El ganador de la serie se determinará en primera instancia por puntos, luego por diferencia de goles; y en caso de permanecer empatados se procederá a disputar un alargue y penales en caso de mantenerse la paridad.
Vale aclarar ciertas excepciones a estos procedimientos de disputa. En caso de que el mismo equipo obtenga los torneos Apertura y Clausura, y por consiguiente la Tabla Anual, se convertirá en el campeón uruguayo. También podría suceder que el ganador de la semifinal fuese el mismo equipo que el ganador de la Tabla Anual, por lo que también así se consagraría automáticamente campeón.

## Torneo Apertura
El Apertura consta de una ronda de todos contra todos que se disputa a partir del mes de agosto y finalizará en diciembre. El ganador del mismo se clasificará para disputar la semifinal por el título de campeón uruguayo de la temporada contra el equipo que resulte ganador del Torneo Clausura.

### Fixture
| Peñarol          | 2:4 | River Plate       | Centenario                          | 17 de agosto de 2013    | 15:30 |
| Fénix            | 1:2 | El Tanque Sisley  | Parque Capurro                      | 17 de agosto de 2013    | 15:30 |
| Liverpool        | 1:0 | Defensor Sporting | Belvedere                           | 18 de agosto de 2013    | 10:15 |
| Cerro            | 3:1 | Wanderers         | Luis Tróccoli                       | 18 de agosto de 2013    | 15:30 |
| Cerro Largo      | 0:0 | Danubio           | Arquitecto Antonio Eleuterio Ubilla | 18 de agosto de 2013    | 15:30 |
| Nacional         | 1:0 | Racing            | Gran Parque Central                 | 18 de agosto de 2013    | 15:30 |
| Juventud         | 0:2 | Sud América       | Parque Artigas                      | 18 de agosto de 2013    | 15:30 |
| Miramar Misiones | 1:1 | Rentistas         | Parque Luis Méndez Piana            | 8 de septiembre de 2013 | 15:30 |

| Wanderers         | 1:0 | Liverpool        | Parque Alfredo Víctor Viera  | 24 de agosto de 2013    | 15:30 |
| Racing            | 5:0 | Miramar Misiones | Parque Osvaldo Roberto       | 24 de agosto de 2013    | 15:30 |
| El Tanque Sisley  | 2:0 | Juventud         | Parque Capurro               | 24 de agosto de 2013    | 15:30 |
| Sud América       | 3:2 | Fénix            | Casto Martínez Laguarda      | 24 de agosto de 2013    | 15:30 |
| Rentistas         | 0:1 | Nacional         | Centenario                   | 24 de agosto de 2013    | 15:30 |
| Danubio           | 2:1 | Cerro            | Jardines del Hipódromo       | 25 de agosto de 2013    | 10:15 |
| Defensor Sporting | 1:1 | Peñarol          | Luis Franzini                | 25 de agosto de 2013    | 19:00 |
| River Plate       | 3:1 | Cerro Largo      | Parque Federico Omar Saroldi | 8 de septiembre de 2013 | 15:30 |

| Rentistas        | 3:2 | Peñarol           | Centenario                          | 31 de agosto de 2013    | 15:30 |
| Liverpool        | 1:2 | Danubio           | Belvedere                           | 31 de agosto de 2013    | 15:30 |
| Juventud         | 3:1 | Defensor Sporting | Parque Artigas                      | 31 de agosto de 2013    | 15:30 |
| Fénix            | 0:2 | Racing            | Parque Capurro                      | 1 de septiembre de 2013 | 10:15 |
| Miramar Misiones | 0:2 | El Tanque Sisley  | Parque Luis Méndez Piana            | 1 de septiembre de 2013 | 15:30 |
| Cerro            | 3:5 | River Plate       | Luis Tróccoli                       | 1 de septiembre de 2013 | 15:30 |
| Cerro Largo      | 1:1 | Wanderers         | Arquitecto Antonio Eleuterio Ubilla | 1 de septiembre de 2013 | 15:30 |
| Nacional         | 3:1 | Sud América       | Gran Parque Central                 | 1 de septiembre de 2013 | 15:30 |

| Danubio           | 2:0 | Nacional         | Jardines del Hipódromo       | 14 de septiembre de 2013 | 15:30 |
| Wanderers         | 1:1 | Juventud         | Belvedere                    | 14 de septiembre de 2013 | 15:30 |
| Sud América       | 0:0 | Miramar Misiones | Casto Martínez Laguarda      | 14 de septiembre de 2013 | 15:30 |
| River Plate       | 2:0 | Liverpool        | Parque Federico Omar Saroldi | 15 de septiembre de 2013 | 10:15 |
| El Tanque Sisley  | 1:1 | Cerro Largo      | Campeones Olímpicos          | 15 de septiembre de 2013 | 15:30 |
| Rentistas         | 2:0 | Cerro            | Luis Tróccoli                | 15 de septiembre de 2013 | 15:30 |
| Defensor Sporting | 1:0 | Fénix            | Luis Franzini                | 15 de septiembre de 2013 | 15:30 |
| Racing            | 2:3 | Peñarol          | Centenario                   | 15 de septiembre de 2013 | 15:30 |

| Fénix            | 2:2 | Wanderers         | Parque Capurro                      | 21 de septiembre de 2013 | 15:30 |
| Peñarol          | 1:2 | Danubio           | Centenario                          | 21 de septiembre de 2013 | 15:30 |
| Liverpool        | 0:0 | El Tanque Sisley  | Belvedere                           | 21 de septiembre de 2013 | 15:30 |
| Cerro            | 0:1 | Racing            | Luis Tróccoli                       | 22 de septiembre de 2013 | 10:15 |
| Miramar Misiones | 0:1 | Defensor Sporting | Parque Luis Méndez Piana            | 22 de septiembre de 2013 | 15:30 |
| Cerro Largo      | 2:0 | Sud América       | Arquitecto Antonio Eleuterio Ubilla | 22 de septiembre de 2013 | 15:30 |
| Nacional         | 1:0 | River Plate       | Gran Parque Central                 | 22 de septiembre de 2013 | 15:30 |
| Juventud         | 0:1 | Rentistas         | Parque Artigas                      | 22 de septiembre de 2013 | 15:30 |

| El Tanque Sisley  | 0:1 | Nacional         | Centenario                   | 4 de octubre de 2013 | 20:30 |
| Sud América       | 2:4 | Cerro            | Casto Martínez Laguarda      | 5 de octubre de 2013 | 15:30 |
| Racing            | 0:3 | Liverpool        | Parque Osvaldo Roberto       | 5 de octubre de 2013 | 15:30 |
| Wanderers         | 1:1 | Peñarol          | Centenario                   | 5 de octubre de 2013 | 17:00 |
| Rentistas         | 0:3 | Fénix            | Parque Luis Méndez Piana     | 6 de octubre de 2013 | 17:00 |
| River Plate       | 1:0 | Miramar Misiones | Parque Federico Omar Saroldi | 6 de octubre de 2013 | 17:00 |
| Danubio           | 4:1 | Juventud         | Jardines del Hipódromo       | 6 de octubre de 2013 | 17:00 |
| Defensor Sporting | 2:2 | Cerro Largo      | Luis Franzini                | 6 de octubre de 2013 | 17:00 |

| Fénix            | 1:2 | River Plate       | Parque Capurro                      | 19 de octubre de 2013 | 17:00 |
| Liverpool        | 2:0 | Sud América       | Belvedere                           | 19 de octubre de 2013 | 17:00 |
| Peñarol          | 0:0 | El Tanque Sisley  | Centenario                          | 19 de octubre de 2013 | 17:00 |
| Miramar Misiones | 1:1 | Danubio           | Parque Luis Méndez Piana            | 20 de octubre de 2013 | 14:30 |
| Cerro            | 0:2 | Defensor Sporting | Luis Tróccoli                       | 20 de octubre de 2013 | 17:00 |
| Cerro Largo      | 2:3 | Rentistas         | Arquitecto Antonio Eleuterio Ubilla | 20 de octubre de 2013 | 17:00 |
| Nacional         | 3:0 | Wanderers         | Gran Parque Central                 | 20 de octubre de 2013 | 17:00 |
| Juventud         | 3:1 | Racing            | Parque Artigas                      | 20 de octubre de 2013 | 17:00 |

| Defensor Sporting | 1:3 | Danubio     | Luis Franzini               | 25 de octubre de 2013 | 20:30 |
| Sud América       | 1:0 | Racing      | Casto Martínez Laguarda     | 26 de octubre de 2013 | 17:00 |
| Juventud          | 1:3 | Nacional    | Centenario                  | 26 de octubre de 2013 | 17:00 |
| El Tanque Sisley  | 4:0 | Rentistas   | Campeones Olímpicos         | 27 de octubre de 2013 | 17:00 |
| Miramar Misiones  | 0:0 | Fénix       | Parque Luis Méndez Piana    | 27 de octubre de 2013 | 17:00 |
| Wanderers         | 1:1 | River Plate | Parque Alfredo Víctor Viera | 27 de octubre de 2013 | 17:00 |
| Cerro             | 1:0 | Peñarol     | Luis Tróccoli               | 27 de octubre de 2013 | 17:00 |
| Liverpool         | 3:1 | Cerro Largo | Belvedere                   | 27 de octubre de 2013 | 17:00 |

| Racing           | 1:0 | Defensor Sporting | Parque Osvaldo Roberto              | 2 de noviembre de 2013 | 17:00 |
| Nacional         | 1:2 | Liverpool         | Gran Parque Central                 | 2 de noviembre de 2013 | 17:00 |
| River Plate      | 0:1 | Rentistas         | Parque Federico Omar Saroldi        | 2 de noviembre de 2013 | 17:00 |
| Danubio          | 0:1 | Wanderers         | Jardines del Hipódromo              | 3 de noviembre de 2013 | 10:15 |
| El Tanque Sisley | 1:1 | Sud América       | Campeones Olímpicos                 | 3 de noviembre de 2013 | 17:00 |
| Fénix            | 4:2 | Juventud          | Parque Capurro                      | 3 de noviembre de 2013 | 17:00 |
| Peñarol          | 5:0 | Miramar Misiones  | Centenario                          | 3 de noviembre de 2013 | 17:00 |
| Cerro Largo      | 2:1 | Cerro             | Arquitecto Antonio Eleuterio Ubilla | 3 de noviembre de 2013 | 17:00 |

| Defensor Sporting | 5:3 | Nacional         | Luis Franzini                | 7 de noviembre de 2013  | 20:30 |
| Rentistas         | 0:0 | Liverpool        | Complejo Rentistas           | 9 de noviembre de 2013  | 17:00 |
| Wanderers         | 4:2 | Miramar Misiones | Parque Alfredo Víctor Viera  | 9 de noviembre de 2013  | 17:00 |
| Sud América       | 2:1 | Peñarol          | Centenario                   | 9 de noviembre de 2013  | 17:00 |
| El Tanque Sisley  | 2:3 | Cerro            | Campeones Olímpicos          | 10 de noviembre de 2013 | 16:00 |
| River Plate       | 3:2 | Juventud         | Parque Federico Omar Saroldi | 10 de noviembre de 2013 | 17:00 |
| Danubio           | 2:1 | Fénix            | Jardines del Hipódromo       | 10 de noviembre de 2013 | 17:00 |
| Racing            | 0:1 | Cerro Largo      | Parque Osvaldo Roberto       | 10 de noviembre de 2013 | 17:00 |

| Cerro Largo       | 1:4 | Nacional         | Arquitecto Antonio Eleuterio Ubilla | 16 de noviembre | 17:00 |
| Defensor Sporting | 0:1 | El Tanque Sisley | Luis Franzini                       | 16 de noviembre | 17:00 |
| Liverpool         | 2:2 | Juventud         | Belvedere                           | 16 de noviembre | 17:00 |
| River Plate       | 2:2 | Sud América      | Parque Federico Omar Saroldi        | 17 de noviembre | 10:15 |
| Peñarol           | 2:1 | Fénix            | Centenario                          | 17 de noviembre | 17:00 |
| Wanderers         | 1:0 | Rentistas        | Parque Alfredo Víctor Viera         | 17 de noviembre | 17:00 |
| Cerro             | 1:2 | Miramar Misiones | Luis Tróccoli                       | 17 de noviembre | 17:00 |
| Racing            | 0:2 | Danubio          | Parque Osvaldo Roberto              | 17 de noviembre | 17:00 |

| El Tanque Sisley | 2:2 | Racing            | Campeones Olímpicos      | 23 de noviembre | 17:00 |
| Fénix            | 0:1 | Liverpool         | Parque Capurro           | 23 de noviembre | 17:00 |
| Miramar Misiones | 2:1 | Cerro Largo       | Parque Luis Méndez Piana | 23 de noviembre | 17:00 |
| Danubio          | 1:2 | River Plate       | Jardines del Hipódromo   | 23 de noviembre | 17:00 |
| Sud América      | 0:1 | Wanderers         | Casto Martínez Laguarda  | 23 de noviembre | 17:00 |
| Juventud         | 2:2 | Cerro             | Parque Artigas           | 23 de noviembre | 17:00 |
| Rentistas        | 6:5 | Defensor Sporting | Complejo Rentistas       | 24 de noviembre | 10:20 |
| Nacional         | 2:3 | Peñarol           | Estadio Centenario       | 24 de noviembre | 17:00 |

| Liverpool   | 2:2 | Miramar Misiones  | Belvedere                           | 30 de noviembre | 18:00 |
| Sud América | 1:1 | Defensor Sporting | Casto Martínez Laguarda             | 30 de noviembre | 18:00 |
| Juventud    | 0:0 | Peñarol           | Centenario                          | 30 de noviembre | 18:00 |
| Racing      | 3:3 | Wanderers         | Parque Osvaldo Roberto              | 1 de diciembre  | 10:15 |
| River Plate | 1:1 | El Tanque Sisley  | Parque Federico Omar Saroldi        | 1 de diciembre  | 18:00 |
| Danubio     | 0:3 | Rentistas         | Jardines del Hipódromo              | 1 de diciembre  | 18:00 |
| Cerro Largo | 0:1 | Fénix             | Arquitecto Antonio Eleuterio Ubilla | 1 de diciembre  | 18:00 |
| Nacional    | 1:0 | Cerro             | Gran Parque Central                 | 1 de diciembre  | 18:00 |

| Rentistas        | 1:1 | Sud América       | Complejo Rentistas          | 7 de diciembre | 18:00 |
| Peñarol          | 2:0 | Liverpool         | Centenario                  | 7 de diciembre | 18:00 |
| Wanderers        | 2:1 | Defensor Sporting | Parque Alfredo Víctor Viera | 7 de diciembre | 18:00 |
| Fénix            | 0:0 | Cerro             | Parque Capurro              | 8 de diciembre | 10:15 |
| El Tanque Sisley | 0:2 | Danubio           | Campeones Olímpicos         | 8 de diciembre | 18:00 |
| Miramar Misiones | 1:4 | Nacional          | Centenario                  | 8 de diciembre | 18:00 |
| Racing           | 0:3 | River Plate       | Parque Osvaldo Roberto      | 8 de diciembre | 18:00 |
| Juventud         | 1:3 | Cerro Largo       | Parque Artigas              | 8 de diciembre | 18:00 |

| Rentistas         | 1:1 | Racing           | Complejo Rentistas                  | 14 de diciembre de 2013 | 18:00 |
| Cerro Largo       | 1:0 | Peñarol          | Arquitecto Antonio Eleuterio Ubilla | 14 de diciembre de 2013 | 18:00 |
| Cerro             | 2:1 | Liverpool        | Luis Tróccoli                       | 14 de diciembre de 2013 | 18:00 |
| Miramar Misiones  | 0:0 | Juventud         | Parque Luis Méndez Piana            | 15 de diciembre de 2013 | 10:15 |
| Wanderers         | 5:0 | El Tanque Sisley | Parque Alfredo Víctor Viera         | 15 de diciembre de 2013 | 18:00 |
| Defensor Sporting | 1:1 | River Plate      | Luis Franzini                       | 15 de diciembre de 2013 | 18:00 |
| Nacional          | 1:2 | Fénix            | Gran Parque Central                 | 15 de diciembre de 2013 | 18:00 |
| Sud América       | 0:1 | Danubio          | Casto Martínez Laguarda             | 15 de diciembre de 2013 | 18:00 |

### Posiciones Apertura
|                                               | Pos. | Equipos           |  | PJ | PG | PE | PP | GF | GC | Dif. | Pts. |
| --------------------------------------------- | ---- | ----------------- |  | -- | -- | -- | -- | -- | -- | ---- | ---- |
|                                               | 1    | Danubio           |  | 15 | 10 | 2  | 3  | 24 | 13 | 11   | 32   |
|                                               | 2    | River Plate       |  | 15 | 9  | 4  | 2  | 30 | 17 | 13   | 31   |
|                                               | 3    | Nacional          |  | 15 | 10 | 0  | 5  | 29 | 18 | 11   | 30   |
|                                               | 4    | Wanderers         |  | 15 | 7  | 6  | 2  | 25 | 18 | 7    | 27   |
|                                               | 5    | Rentistas         |  | 15 | 7  | 4  | 4  | 22 | 21 | 1    | 25   |
|                                               | 6    | Liverpool         |  | 15 | 6  | 4  | 5  | 18 | 15 | 3    | 22   |
|                                               | 7    | El Tanque Sisley  |  | 15 | 5  | 6  | 4  | 18 | 17 | 1    | 21   |
|                                               | 8    | Peñarol           |  | 15 | 5  | 4  | 6  | 23 | 20 | 3    | 19   |
|                                               | 9    | Cerro Largo       |  | 15 | 5  | 4  | 6  | 19 | 22 | -3   | 19   |
|                                               | 10   | Cerro             |  | 15 | 5  | 2  | 8  | 21 | 25 | -4   | 17   |
|                                               | 11   | Sud América       |  | 15 | 4  | 5  | 6  | 16 | 21 | -5   | 17   |
|                                               | 12   | Defensor Sporting |  | 15 | 4  | 4  | 7  | 22 | 25 | -3   | 16   |
|                                               | 13   | Fénix             |  | 15 | 4  | 3  | 8  | 18 | 20 | -2   | 15   |
|                                               | 14   | Racing            |  | 15 | 4  | 3  | 8  | 18 | 23 | -5   | 15   |
|                                               | 15   | Miramar Misiones  |  | 15 | 2  | 6  | 7  | 11 | 28 | -17  | 12   |
|                                               | 16   | Juventud          |  | 15 | 2  | 5  | 8  | 18 | 29 | -11  | 11   |
| Última actualización: 15 de diciembre de 2013 |      |                   |  |    |    |    |    |    |    |      |      |

- El campeón del Torneo Apertura clasifica (en caso de no hacerlo a la Copa Libertadores) a la Copa Sudamericana automáticamente, perdiendo su cupo el peor clasificado a este torneo de la Tabla Anual.

|  | Ganador del Torneo Apertura. Avanza a la Semifinal del Campeonato Uruguayo. |

### Evolución de la clasificación
| Fecha             | 1  | 2  | 3  | 4  | 5  | 6  | 7  | 8  | 9  | 10 | 11 | 12 | 13 | 14 | 15 |
| Fecha             |    |    |    |    |    |    |    |    |    |    |    |    |    |    |    |
| ----------------- | -- | -- | -- | -- | -- | -- | -- | -- | -- | -- | -- | -- | -- | -- | -- |
| Danubio           | 10 | 4  | 3  | 3  | 1  | 1  | 3  | 2  | 2  | 1  | 1  | 1  | 3  | 3  | 1  |
| River Plate       | 1  | 6  | 5  | 1  | 2  | 2  | 1  | 3  | 3  | 2  | 3  | 2  | 1  | 1  | 2  |
| Nacional          | 5  | 3  | 2  | 4  | 3  | 3  | 2  | 1  | 1  | 3  | 2  | 3  | 2  | 2  | 3  |
| Wanderers         | 15 | 9  | 7  | 8  | 10 | 10 | 11 | 11 | 9  | 8  | 6  | 6  | 7  | 4  | 4  |
| Rentistas         | 7  | 13 | 8  | 5  | 5  | 5  | 4  | 6  | 6  | 5  | 7  | 7  | 4  | 5  | 5  |
| Liverpool         | 6  | 8  | 10 | 12 | 13 | 9  | 7  | 5  | 5  | 4  | 5  | 4  | 6  | 6  | 6  |
| El Tanque Sisley  | 4  | 2  | 1  | 2  | 4  | 4  | 5  | 4  | 4  | 6  | 4  | 5  | 5  | 7  | 7  |
| Peñarol           | 14 | 12 | 13 | 9  | 11 | 13 | 13 | 14 | 12 | 13 | 11 | 8  | 8  | 8  | 8  |
| Cerro             | 2  | 7  | 9  | 12 | 14 | 12 | 14 | 10 | 13 | 12 | 13 | 13 | 12 | 11 | 9  |
| Sud América       | 3  | 1  | 6  | 6  | 7  | 11 | 12 | 8  | 10 | 9  | 8  | 9  | 9  | 9  | 10 |
| Defensor Sporting | 13 | 11 | 14 | 11 | 8  | 7  | 6  | 7  | 8  | 7  | 9  | 10 | 10 | 10 | 11 |
| Cerro Largo       | 9  | 10 | 12 | 14 | 9  | 8  | 9  | 12 | 11 | 10 | 10 | 12 | 13 | 13 | 12 |
| Fénix             | 11 | 14 | 15 | 16 | 16 | 14 | 15 | 15 | 14 | 14 | 14 | 16 | 16 | 14 | 13 |
| Racing            | 12 | 5  | 4  | 7  | 6  | 6  | 8  | 9  | 7  | 11 | 12 | 11 | 11 | 12 | 14 |
| Miramar Misiones  | 8  | 16 | 16 | 15 | 15 | 16 | 16 | 16 | 16 | 16 | 16 | 14 | 14 | 15 | 15 |
| Juventud          | 16 | 15 | 11 | 10 | 12 | 15 | 10 | 13 | 15 | 15 | 15 | 15 | 15 | 16 | 16 |

### Goleadores Apertura
| Jugador        | Equipo    | Goles |
| -------------- | --------- | ----- |
| Héctor Acuña   | Cerro     | 11    |
| Iván Alonso    | Nacional  | 11    |
| Sergio Blanco  | Wanderers | 11    |
| Líber Quiñones | Danubio   | 8     |
| Luis Gorocito  | Racing    | 8     |

## Torneo Clausura
El Clausura consta de una ronda de todos contra todos que se disputa a partir del mes de febrero y finalizará en julio. El ganador del mismo se clasificará para disputar la semifinal por el título de campeón uruguayo de la temporada contra el equipo que resultó ganador del Torneo Apertura.

### Fixture
| Defensor Sporting | 1:3 | Liverpool        | Luis Franzini               | 1 de febrero de 2014 | 18:00 |
| Sud América       | 3:0 | Juventud         | Castro Martínez Laguarda    | 1 de febrero de 2014 | 18:00 |
| Racing            | 0:2 | Nacional         | Centenario                  | 1 de febrero de 2014 | 20:30 |
| El Tanque Sisley  | 1:2 | Fénix            | Campeones Olímpicos         | 2 de febrero de 2014 | 18:00 |
| Wanderers         | 3:1 | Cerro            | Parque Alfredo Víctor Viera | 2 de febrero de 2014 | 18:00 |
| River Plate       | 1:2 | Peñarol          | Centenario                  | 2 de febrero de 2014 | 20:30 |
| Danubio           | 1:1 | Cerro Largo      | Jardines del Hipódromo      | 4 de febrero de 2014 | 18:00 |
| Rentistas         | 1:3 | Miramar Misiones | Complejo Rentistas          | 4 de febrero de 2014 | 18:00 |

| Peñarol          | 2:2 | Defensor Sporting | Centenario                          | 7 de febrero de 2014 | 20:30 |
| Fénix            | 4:1 | Sud América       | Parque Capurro                      | 8 de febrero de 2014 | 18:00 |
| Liverpool        | 2:2 | Wanderers         | Belvedere                           | 8 de febrero de 2014 | 18:00 |
| Juventud         | 0:4 | El Tanque Sisley  | Parque Artigas                      | 9 de febrero de 2014 | 18:00 |
| Cerro            | 1:1 | Danubio           | Luis Tróccoli                       | 9 de febrero de 2014 | 18:00 |
| Miramar Misiones | 0:2 | Racing            | Parque Luis Méndez Piana            | 9 de febrero de 2014 | 18:00 |
| Cerro Largo      | 2:2 | River Plate       | Arquitecto Antonio Eleuterio Ubilla | 9 de febrero de 2014 | 18:00 |
| Nacional         | 2:0 | Rentistas         | Gran Parque Central                 | 9 de febrero de 2014 | 20:30 |

| Danubio           | 2:1 | Liverpool        | Jardines del Hipódromo       | 15 de febrero de 2014 | 17:30 |
| Wanderers         | 4:0 | Cerro Largo      | Parque Alfredo Víctor Viera  | 15 de febrero de 2014 | 17:30 |
| River Plate       | 2:1 | Cerro            | Parque Federico Omar Saroldi | 15 de febrero de 2014 | 17:30 |
| Racing            | 0:3 | Fénix            | Parque Osvaldo Roberto       | 16 de febrero de 2014 | 10:30 |
| El Tanque Sisley  | 1:0 | Miramar Misiones | Campeones Olímpicos          | 16 de febrero de 2014 | 17:30 |
| Defensor Sporting | 2:1 | Juventud         | Luis Franzini                | 16 de febrero de 2014 | 17:30 |
| Sud América       | 0:2 | Nacional         | Centenario                   | 16 de febrero de 2014 | 20:30 |
| Peñarol           | 1:2 | Rentistas        | Centenario                   | 5 de marzo de 2014    | 21:00 |

| Rentistas        | 4:1 | Cerro             | Complejo Rentistas                  | 22 de febrero de 2014 | 17:30 |
| Nacional         | 0:2 | Danubio           | Gran Parque Central                 | 22 de febrero de 2014 | 20:30 |
| Miramar Misiones | 0:1 | Sud América       | Parque Luis Méndez Piana            | 23 de febrero de 2014 | 10:30 |
| Juventud         | 2:3 | Wanderers         | Parque Artigas                      | 23 de febrero de 2014 | 17:30 |
| Liverpool        | 0:1 | River Plate       | Belvedere                           | 23 de febrero de 2014 | 17:30 |
| Cerro Largo      | 2:1 | El Tanque Sisley  | Arquitecto Antonio Eleuterio Ubilla | 23 de febrero de 2014 | 17:30 |
| Fénix            | 1:1 | Defensor Sporting | Parque Capurro                      | 23 de febrero de 2014 | 17:30 |
| Peñarol          | 1:1 | Racing            | Centenario                          | 23 de febrero de 2014 | 20:30 |

| Sud América       | 0:1 | Cerro Largo      | Castro Martínez Laguarda    | 1 de marzo de 2014 | 17:30 |
| Racing            | 2:1 | Cerro            | Parque Osvaldo Roberto      | 1 de marzo de 2014 | 17:30 |
| Rentistas         | 0:3 | Juventud         | Complejo Rentistas          | 1 de marzo de 2014 | 17:30 |
| Danubio           | 0:2 | Peñarol          | Jardines del Hipódromo      | 1 de marzo de 2014 | 17:30 |
| Wanderers         | 0:2 | Fénix            | Parque Alfredo Víctor Viera | 2 de marzo de 2014 | 10:30 |
| El Tanque Sisley  | 1:4 | Liverpool        | Campeones Olímpicos         | 2 de marzo de 2014 | 17:30 |
| Defensor Sporting | 2:1 | Miramar Misiones | Luis Franzini               | 2 de marzo de 2014 | 17:30 |
| River Plate       | 3:0 | Nacional         | Centenario                  | 2 de marzo de 2014 | 20:30 |

| Nacional         | 3:1 | El Tanque Sisley  | Gran Parque Central                 | 7 de marzo de 2014 | 20:30 |
| Miramar Misiones | 0:2 | River Plate       | Parque Luis Méndez Piana            | 8 de marzo de 2014 | 17:00 |
| Cerro Largo      | 1:5 | Defensor Sporting | Arquitecto Antonio Eleuterio Ubilla | 8 de marzo de 2014 | 17:00 |
| Juventud         | 2:3 | Danubio           | Parque Artigas                      | 8 de marzo de 2014 | 17:00 |
| Fénix            | 1:2 | Rentistas         | Parque Capurro                      | 9 de marzo de 2014 | 16:00 |
| Liverpool        | 2:2 | Racing            | Belvedere                           | 9 de marzo de 2014 | 16:00 |
| Cerro            | 1:1 | Sud América       | Luis Tróccoli                       | 9 de marzo de 2014 | 16:00 |
| Peñarol          | 2:1 | Wanderers         | Centenario                          | 9 de marzo de 2014 | 17:00 |

| Sud América       | 2:1 | Liverpool        | Castro Martínez Laguarda     | 15 de marzo de 2014 | 16:00 |
| Wanderers         | 3:2 | Nacional         | Parque Alfredo Víctor Viera  | 15 de marzo de 2014 | 16:00 |
| Defensor Sporting | 1:3 | Cerro            | Luis Franzini                | 15 de marzo de 2014 | 20:00 |
| River Plate       | 1:1 | Fénix            | Parque Federico Omar Saroldi | 16 de marzo de 2014 | 10:30 |
| Danubio           | 3:1 | Miramar Misiones | Jardines del Hipódromo       | 16 de marzo de 2014 | 16:00 |
| Rentistas         | 3:1 | Cerro Largo      | Complejo Rentistas           | 16 de marzo de 2014 | 16:00 |
| Racing            | 0:0 | Juventud         | Parque Osvaldo Roberto       | 16 de marzo de 2014 | 16:00 |
| El Tanque Sisley  | 3:4 | Peñarol          | Centenario                   | 16 de marzo de 2014 | 17:00 |

| Fénix       | 2:1 | Miramar Misiones  | Parque Capurro                      | 22 de marzo de 2014 | 16:00 |
| Racing      | 3:1 | Sud América       | Parque Osvaldo Roberto              | 22 de marzo de 2014 | 16:00 |
| Peñarol     | 0:1 | Cerro             | Centenario                          | 22 de marzo de 2014 | 19:00 |
| Rentistas   | 1:1 | El Tanque Sisley  | Complejo Rentistas                  | 23 de marzo de 2014 | 16:00 |
| River Plate | 1:0 | Wanderers         | Parque Federico Omar Saroldi        | 23 de marzo de 2014 | 16:00 |
| Danubio     | 1:1 | Defensor Sporting | Jardines del Hipódromo              | 23 de marzo de 2014 | 16:00 |
| Cerro Largo | 2:2 | Liverpool         | Arquitecto Antonio Eleuterio Ubilla | 23 de marzo de 2014 | 16:00 |
| Nacional    | 0:1 | Juventud          | Gran Parque Central                 | 23 de marzo de 2014 | 19:00 |

| Defensor Sporting | 2:1 | Racing           | Luis Franzini               | 28 de marzo de 2014 | 20:00 |
| Sud América       | 0:0 | El Tanque Sisley | Castro Martínez Laguarda    | 29 de marzo de 2014 | 16:00 |
| Wanderers         | 3:2 | Danubio          | Parque Alfredo Víctor Viera | 29 de marzo de 2014 | 16:00 |
| Liverpool         | 1:0 | Nacional         | LuisFranzini                | 29 de marzo de 2014 | 16:00 |
| Cerro             | 2:1 | Cerro Largo      | Luis Tróccoli               | 30 de marzo de 2014 | 10:30 |
| Miramar Misiones  | 0:2 | Peñarol          | Centenario                  | 4 de abril de 2014  | 21:00 |
| Juventud          | 1:1 | Fénix            | Parque Artigas              | 6 de abril de 2014  | 16:30 |
| Rentistas         | 1:0 | River Plate      | Complejo Rentistas          | 6 de abril de 2014  | 16:30 |

| Liverpool        | 2:0 | Rentistas         | Belvedere                           | 12 de abril de 2014 | 16:00 |
| Peñarol          | 2:0 | Sud América       | Centenario                          | 12 de abril de 2014 | 22:00 |
| Fénix            | 1:2 | Danubio           | Parque Capurro                      | 13 de abril de 2014 | 10:30 |
| Cerro            | 1:3 | El Tanque Sisley  | Luis Tróccoli                       | 13 de abril de 2014 | 16:00 |
| Nacional         | 2:0 | Defensor Sporting | Gran Parque Central                 | 13 de abril de 2014 | 16:00 |
| Cerro Largo      | 0:1 | Racing            | Arquitecto Antonio Eleuterio Ubilla | 13 de abril de 2014 | 16:00 |
| Miramar Misiones | 0:5 | Wanderers         | Parque Luis Méndez Piana            | 13 de abril de 2014 | 16:00 |
| Juventud         | 3:1 | River Plate       | Parque Artigas                      | 13 de abril de 2014 | 16:00 |

| Sud América      | 2:1 | River Plate       | Castro Martínez Laguarda | 19 de abril de 2014 | 15:30 |
| Nacional         | 3:0 | Cerro Largo       | Gran Parque Central      | 19 de abril de 2014 | 15:30 |
| Danubio          | 2:1 | Racing            | Jardines del Hipódromo   | 19 de abril de 2014 | 15:30 |
| Rentistas        | 1:3 | Wanderers         | Complejo Rentistas       | 20 de abril de 2014 | 15:30 |
| Miramar Misiones | 0:1 | Cerro             | Parque Luis Méndez Piana | 20 de abril de 2014 | 15:30 |
| El Tanque Sisley | 3:3 | Defensor Sporting | Campeones Olímpicos      | 20 de abril de 2014 | 15:30 |
| Juventud         | 2:0 | Liverpool         | Parque Artigas           | 20 de abril de 2014 | 15:30 |
| Fénix            | 0:1 | Peñarol           | Centenario               | 21 de abril de 2014 | 20:00 |

| Defensor Sporting | 1:1 | Rentistas        | Luis Franzini                       | 25 de abril de 2014 | 19:00 |
| Racing            | 2:1 | El Tanque Sisley | Parque Osvaldo Roberto              | 26 de abril de 2014 | 15:30 |
| Liverpool         | 0:2 | Fénix            | Belvedere                           | 26 de abril de 2014 | 15:30 |
| River Plate       | 2:1 | Danubio          | Parque Federico Omar Saroldi        | 26 de abril de 2014 | 15:30 |
| Cerro             | 2:3 | Juventud         | Luis Tróccoli                       | 26 de abril de 2014 | 15:30 |
| Wanderers         | 3:1 | Sud América      | Parque Alfredo Víctor Viera         | 27 de abril de 2014 | 10:30 |
| Cerro Largo       | 0:1 | Miramar Misiones | Arquitecto Antonio Eleuterio Ubilla | 27 de abril de 2014 | 11:00 |
| Peñarol           | 5:0 | Nacional         | Centenario                          | 27 de abril de 2014 | 16:00 |

| Peñarol           | 4:0 | Juventud    | Jardines del Hipódromo      | 3 de mayo de 2014 | 15:30 |
| Fénix             | 5:1 | Cerro Largo | Gran Parque Capurro         | 3 de mayo de 2014 | 15:30 |
| Wanderers         | 3:1 | Racing      | Parque Alfredo Víctor Viera | 3 de mayo de 2014 | 15:30 |
| Defensor Sporting | 2:1 | Sud América | Luis Franzini               | 3 de mayo de 2014 | 15:30 |
| El Tanque Sisley  | 0:1 | River Plate | Campeones Olímpicos         | 4 de mayo de 2014 | 15:30 |
| Rentistas         | 1:0 | Danubio     | Complejo Rentistas          | 4 de mayo de 2014 | 15:30 |
| Miramar Misiones  | 3:2 | Liverpool   | Parque Luis Méndez Piana    | 4 de mayo de 2014 | 15:30 |
| Cerro             | 1:3 | Nacional    | Luis Tróccoli               | 4 de mayo de 2014 | 15:30 |

| Sud América       | 3:1 | Rentistas        | Castro Martínez Laguarda            | 10 de mayo de 2014 | 15:30 |
| Nacional          | 3:0 | Miramar Misiones | Gran Parque Central                 | 10 de mayo de 2014 | 15:30 |
| Danubio           | 1:0 | El Tanque Sisley | Jardines del Hipódromo              | 11 de mayo de 2014 | 10:30 |
| Cerro             | 3:1 | Fénix            | Luis Tróccoli                       | 11 de mayo de 2014 | 15:30 |
| River Plate       | 0:2 | Racing           | Parque Federico Omar Saroldi        | 11 de mayo de 2014 | 15:30 |
| Liverpool         | 1:1 | Peñarol          | Centenario                          | 11 de mayo de 2014 | 15:30 |
| Defensor Sporting | 1:2 | Wanderers        | Luis Franzini                       | 11 de mayo de 2014 | 15:30 |
| Cerro Largo       | 0:3 | Juventud         | Arquitecto Antonio Eleuterio Ubilla | 11 de mayo de 2014 | 15:30 |

| Racing           | 1:0 | Rentistas         | Parque Osvaldo Roberto       | 17 de mayo de 2014 | 15:00 |
| Juventud         | 2:2 | Miramar Misiones  | Parque Artigas               | 17 de mayo de 2014 | 15:00 |
| River Plate      | 3:1 | Defensor Sporting | Parque Federico Omar Saroldi | 18 de mayo de 2014 | 10:00 |
| Fénix            | 1:4 | Nacional          | Centenario                   | 18 de mayo de 2014 | 10:00 |
| El Tanque Sisley | 0:1 | Wanderers         | Campeones Olímpicos          | 18 de mayo de 2014 | 15:00 |
| Liverpool        | 2:3 | Cerro             | Belvedere                    | 18 de mayo de 2014 | 15:00 |
| Peñarol          | 3:1 | Cerro Largo       | Centenario                   | 18 de mayo de 2014 | 15:00 |
| Danubio          | 3:3 | Sud América       | Jardines del Hipódromo       | 18 de mayo de 2014 | 15:00 |

### Posiciones Clausura
|                                          | Pos. | Equipos           |  | PJ | PG | PE | PP | GF | GC | Dif. | Pts. |
| ---------------------------------------- | ---- | ----------------- |  | -- | -- | -- | -- | -- | -- | ---- | ---- |
|                                          | 1    | Wanderers         |  | 15 | 11 | 1  | 3  | 36 | 18 | +18  | 34   |
|                                          | 2    | Peñarol           |  | 15 | 10 | 3  | 2  | 32 | 13 | +19  | 33   |
|                                          | 3    | Nacional          |  | 15 | 9  | 0  | 6  | 26 | 18 | +8   | 27   |
|                                          | 4    | River Plate       |  | 15 | 8  | 2  | 5  | 21 | 16 | +5   | 26   |
|                                          | 5    | Danubio           |  | 15 | 7  | 4  | 4  | 24 | 20 | +4   | 25   |
|                                          | 6    | Fénix             |  | 15 | 7  | 3  | 5  | 27 | 19 | +8   | 24   |
|                                          | 7    | Racing            |  | 15 | 7  | 3  | 5  | 19 | 18 | +1   | 24   |
|                                          | 8    | Juventud          |  | 15 | 6  | 3  | 6  | 23 | 25 | -2   | 21   |
|                                          | 9    | Defensor Sporting |  | 15 | 5  | 5  | 5  | 25 | 26 | -1   | 20   |
|                                          | 10   | Rentistas         |  | 15 | 6  | 2  | 7  | 18 | 23 | -5   | 20   |
|                                          | 11   | Cerro             |  | 15 | 6  | 2  | 7  | 23 | 27 | -4   | 20   |
|                                          | 12   | Sud América       |  | 15 | 5  | 3  | 7  | 19 | 24 | -5   | 18   |
|                                          | 13   | Liverpool         |  | 15 | 4  | 4  | 7  | 23 | 24 | -1   | 16   |
|                                          | 14   | El Tanque Sisley  |  | 15 | 3  | 3  | 9  | 20 | 25 | -5   | 12   |
|                                          | 15   | Miramar Misiones  |  | 15 | 3  | 1  | 11 | 12 | 29 | -17  | 10   |
|                                          | 16   | Cerro Largo       |  | 15 | 2  | 3  | 10 | 13 | 36 | -23  | 9    |
| Última actualización: 19 de mayo de 2014 |      |                   |  |    |    |    |    |    |    |      |      |

- El campeón del Torneo Clausura clasifica (en caso de no hacerlo a la Copa Libertadores) a la Copa Sudamericana automáticamente, perdiendo su cupo el peor clasificado a este torneo de la Tabla Anual.

|  | Ganador del Torneo Clausura. Avanza a la Semifinal del Campeonato Uruguayo. |

### Evolución de la clasificación
| Fecha             | 1  | 2  | 3  | 4  | 5  | 6  | 7  | 8  | 9  | 10 | 11 | 12 | 13 | 14 | 15 |
| Fecha             |    |    |    |    |    |    |    |    |    |    |    |    |    |    |    |
| ----------------- | -- | -- | -- | -- | -- | -- | -- | -- | -- | -- | -- | -- | -- | -- | -- |
| Wanderers         | 3  | 4  | 3  | 1  | 2  | 7  | 4  | 3  | 4  | 2  | 2  | 2  | 2  | 1  | 1  |
| Peñarol           | 7  | 5  | 7  | 7  | 4  | 4  | 2  | 6  | 3  | 1  | 1  | 1  | 1  | 2  | 2  |
| Nacional          | 5  | 2  | 2  | 3  | 3  | 2  | 5  | 8  | 9  | 9  | 5  | 6  | 6  | 4  | 3  |
| River Plate       | 10 | 12 | 14 | 10 | 9  | 6  | 7  | 2  | 2  | 5  | 6  | 5  | 4  | 6  | 4  |
| Danubio           | 9  | 11 | 5  | 4  | 5  | 5  | 3  | 5  | 7  | 4  | 3  | 4  | 5  | 5  | 5  |
| Fénix             | 6  | 1  | 1  | 2  | 1  | 1  | 1  | 1  | 1  | 3  | 4  | 3  | 3  | 3  | 6  |
| Racing            | 12 | 9  | 11 | 12 | 10 | 10 | 10 | 9  | 10 | 10 | 10 | 7  | 9  | 7  | 7  |
| Juventud          | 16 | 16 | 16 | 16 | 15 | 15 | 15 | 15 | 15 | 14 | 11 | 9  | 10 | 9  | 8  |
| Defensor Sporting | 13 | 14 | 8  | 8  | 6  | 3  | 8  | 4  | 6  | 8  | 7  | 8  | 7  | 8  | 9  |
| Rentistas         | 15 | 15 | 15 | 13 | 13 | 8  | 6  | 7  | 5  | 6  | 8  | 10 | 8  | 10 | 10 |
| Cerro             | 14 | 13 | 13 | 15 | 16 | 16 | 14 | 14 | 11 | 12 | 12 | 13 | 12 | 11 | 11 |
| Sud América       | 1  | 7  | 9  | 6  | 12 | 12 | 9  | 10 | 12 | 13 | 13 | 12 | 13 | 12 | 12 |
| Liverpool         | 4  | 3  | 6  | 11 | 8  | 9  | 11 | 11 | 8  | 7  | 9  | 11 | 11 | 13 | 13 |
| El Tanque Sisley  | 11 | 6  | 4  | 5  | 11 | 13 | 13 | 13 | 14 | 11 | 14 | 14 | 14 | 14 | 14 |
| Miramar Misiones  | 2  | 8  | 10 | 14 | 14 | 14 | 16 | 16 | 16 | 16 | 16 | 16 | 15 | 15 | 15 |
| Cerro Largo       | 8  | 10 | 12 | 9  | 7  | 11 | 12 | 12 | 13 | 15 | 15 | 15 | 16 | 16 | 16 |

### Goleadores Clausura
| Jugador           | Equipo      | Goles |
| ----------------- | ----------- | ----- |
| Jonathan Álvez    | Danubio     | 9     |
| Octavio Rivero    | Rentistas   | 9     |
| Nicolás Royón     | Sud América | 9     |
| Héctor Acuña      | Cerro       | 9     |
| Sergio Blanco     | Wanderers   | 7     |
| Aníbal Hernández  | Fénix       | 7     |
| Rodrigo Pastorini | Wanderers   | 7     |
| Leonardo Rivero   | Cerro Largo | 7     |
| Jaime Báez        | Juventud    | 7     |

## Tabla Anual

### Posiciones
|                                          | POS | EQUIPOS           |  | PJ | PG | PE | PP | GF | GC | DIF | PTS |
| ---------------------------------------- | --- | ----------------- |  | -- | -- | -- | -- | -- | -- | --- | --- |
|                                          | 1   | Wanderers         |  | 30 | 18 | 7  | 5  | 61 | 36 | 25  | 61  |
|                                          | 2   | Nacional          |  | 30 | 19 | 0  | 11 | 55 | 36 | 19  | 57  |
|                                          | 3   | River Plate       |  | 30 | 17 | 6  | 7  | 51 | 33 | 18  | 57  |
|                                          | 4   | Danubio           |  | 30 | 17 | 6  | 7  | 48 | 33 | 15  | 57  |
|                                          | 5   | Peñarol           |  | 30 | 15 | 7  | 8  | 55 | 33 | 22  | 52  |
|                                          | 6   | Rentistas         |  | 30 | 13 | 6  | 11 | 40 | 44 | -4  | 45  |
|                                          | 7   | Fénix             |  | 30 | 11 | 6  | 13 | 45 | 39 | 6   | 39  |
|                                          | 8   | Racing            |  | 30 | 11 | 6  | 13 | 37 | 41 | -4  | 39  |
|                                          | 9   | Liverpool         |  | 30 | 10 | 8  | 12 | 41 | 39 | 2   | 38  |
|                                          | 10  | Cerro             |  | 30 | 11 | 4  | 15 | 44 | 52 | -8  | 37  |
|                                          | 11  | Defensor Sporting |  | 30 | 9  | 9  | 12 | 47 | 51 | -4  | 36  |
|                                          | 12  | Sud América       |  | 30 | 9  | 8  | 13 | 35 | 45 | -10 | 35  |
|                                          | 13  | El Tanque Sisley  |  | 30 | 8  | 9  | 13 | 38 | 42 | -4  | 33  |
|                                          | 14  | Juventud          |  | 30 | 8  | 8  | 14 | 41 | 54 | -13 | 32  |
|                                          | 15  | Cerro Largo       |  | 30 | 7  | 7  | 16 | 32 | 58 | -26 | 28  |
|                                          | 16  | Miramar Misiones  |  | 30 | 5  | 7  | 18 | 23 | 57 | -34 | 22  |
| Última actualización: 26 de mayo de 2014 |     |                   |  |    |    |    |    |    |    |     |     |

La forma de clasificación a las copas en el campeonato uruguayo no se basa sólo en la tabla anual. El resumen sería el siguiente:
- El Campeón Uruguayo clasifica a la fase de grupos de la Copa Libertadores y también a la Copa Sudamericana.

|  | Campeón de la Tabla Anual. Avanzó a la Final del Campeonato Uruguayo y clasificó a la Fase de grupos de la Copa Libertadores 2015. |
|  | Ganador de la semifinal. Avanzó a la Final del Campeonato Uruguayo y clasificó a la Fase de grupos de la Copa Libertadores 2015.   |
|  | Clasificado a la Primera fase de la Copa Libertadores 2015 por tener el mejor puntaje de un no-finalista en la Tabla Anual.        |
|  | Clasificados a los 32° de final de la Copa Sudamericana 2014.                                                                      |

## Definición del campeonato
|  | Semifinal                    | Semifinal |  |  | Final                           | Final | Final |
|  |                              |           |  |  |                                 |       |       |
|  |                              |           |  |  |                                 |       |       |
|  | Danubio (Ganador Apertura)   | 3         |  |  |                                 |       |       |
|  | Wanderers (Ganador Clausura) | 0         |  |  |                                 |       |       |
|  |                              |           |  |  |                                 |       |       |
|  |                              |           |  |  | Danubio (Ganador Semifinal)     | 0     | 2 (3) |
|  |                              |           |  |  | Wanderers (Ganador Tabla Anual) | 0     | 2 (2) |
|  |                              |           |  |  |                                 |       |       |

### Semifinal
| 1          | POR        | Salvador Ichazo      |     |
| 2          | DEF        | Emiliano Velázquez   |     |
| 24         | DEF        | Matías de los Santos |     |
| 4          | DEF        | Federico Ricca       |     |
| 18         | MED        | Camilo Mayada        |     |
| 6          | MED        | Leandro Sosa         |     |
| 15         | MED        | Fabricio Formiliano  | 73' |
| 13         | MED        | Gonzalo Porras       |     |
| 10         | MED        | Ignacio González     | 87' |
| 11         | DEL        | Diego Martiñones     |     |
| 7          | DEL        | Bruno Fornaroli      | 80' |
| Entrenador | Entrenador | Leonardo Ramos       |     |

| 25         | POR        | Federico Cristóforo |     |
| 16         | DEF        | Mauricio Gómez      |     |
| 2          | DEF        | Gastón Bueno        |     |
| 21         | DEF        | Martín Díaz         |     |
| 13         | DEF        | Maximiliano Olivera |     |
| 8          | MED        | Guzmán Pereira      | 39' |
| 5          | MED        | Santiago Martínez   | 87' |
| 23         | MED        | Gastón Rodríguez    |     |
| 14         | MED        | Diego Riolfo        | 46' |
| 10         | DEL        | Rodrigo Pastorini   |     |
| 11         | DEL        | Sergio Blanco       |     |
| Entrenador | Entrenador | Alfredo Arias       |     |

| 21 | DEF | Guillermo Cotugno | 73' |
| 23 | MED | Hugo Soria        | 80' |
| 5  | MED | Gastón Faber      | 87' |

| 20 | DEL | Nicolás Albarracín | 39' |
| 7  | MED | Javier Cabrera     | 46' |
| 6  | MED | Adrián Colombino   | 87' |

| Anotado | 19' | Federico Ricca      | 1-0 |
| Anotado | 37' | Leandro Sosa        | 2-0 |
| Anotado | 54' | Fabricio Formiliano | 3-0 |

|  |

| Amonestado | 15' | Fabricio Formiliano |
| Amonestado | 28' | Federico Ricca      |

| Amonestado | 32' | Santiago Martínez |
| Amonestado | 33' | Sergio Blanco     |
| Amonestado | 47' | Gastón Bueno      |

|  |

|  |

| Árbitro             | Daniel Fedorczuk |
| Árbitros asistentes | Nicolás Tarán    |
| Árbitros asistentes | Richard Trinidad |
| Cuarto árbitro      | Andrés Cunha     |

| 1          | POR        | Salvador Ichazo      |     |
| 2          | DEF        | Emiliano Velázquez   |     |
| 24         | DEF        | Matías de los Santos |     |
| 4          | DEF        | Federico Ricca       |     |
| 18         | MED        | Camilo Mayada        |     |
| 6          | MED        | Leandro Sosa         |     |
| 15         | MED        | Fabricio Formiliano  | 73' |
| 13         | MED        | Gonzalo Porras       |     |
| 10         | MED        | Ignacio González     | 87' |
| 11         | DEL        | Diego Martiñones     |     |
| 7          | DEL        | Bruno Fornaroli      | 80' |
| Entrenador | Entrenador | Leonardo Ramos       |     |

| 25         | POR        | Federico Cristóforo |     |
| 16         | DEF        | Mauricio Gómez      |     |
| 2          | DEF        | Gastón Bueno        |     |
| 21         | DEF        | Martín Díaz         |     |
| 13         | DEF        | Maximiliano Olivera |     |
| 8          | MED        | Guzmán Pereira      | 39' |
| 5          | MED        | Santiago Martínez   | 87' |
| 23         | MED        | Gastón Rodríguez    |     |
| 14         | MED        | Diego Riolfo        | 46' |
| 10         | DEL        | Rodrigo Pastorini   |     |
| 11         | DEL        | Sergio Blanco       |     |
| Entrenador | Entrenador | Alfredo Arias       |     |

| 21 | DEF | Guillermo Cotugno | 73' |
| 23 | MED | Hugo Soria        | 80' |
| 5  | MED | Gastón Faber      | 87' |

| 20 | DEL | Nicolás Albarracín | 39' |
| 7  | MED | Javier Cabrera     | 46' |
| 6  | MED | Adrián Colombino   | 87' |

| Anotado | 19' | Federico Ricca      | 1-0 |
| Anotado | 37' | Leandro Sosa        | 2-0 |
| Anotado | 54' | Fabricio Formiliano | 3-0 |

|  |

| Amonestado | 15' | Fabricio Formiliano |
| Amonestado | 28' | Federico Ricca      |

| Amonestado | 32' | Santiago Martínez |
| Amonestado | 33' | Sergio Blanco     |
| Amonestado | 47' | Gastón Bueno      |

|  |

|  |

| Árbitro             | Daniel Fedorczuk |
| Árbitros asistentes | Nicolás Tarán    |
| Árbitros asistentes | Richard Trinidad |
| Cuarto árbitro      | Andrés Cunha     |

### Finales

#### Ida
| 1          | POR        | Salvador Ichazo      |     |
| 2          | DEF        | Emiliano Velázquez   |     |
| 24         | DEF        | Matías de los Santos |     |
| 4          | DEF        | Guillermo Cotugno    |     |
| 18         | MED        | Camilo Mayada        |     |
| 6          | MED        | Leandro Sosa         | 83' |
| 15         | MED        | Fabricio Formiliano  | 83' |
| 13         | MED        | Gonzalo Porras       |     |
| 10         | MED        | Ignacio González     |     |
| 11         | DEL        | Diego Martiñones     |     |
| 7          | DEL        | Bruno Fornaroli      |     |
| Entrenador | Entrenador | Leonardo Ramos       |     |

| 25         | POR        | Federico Cristóforo |     |
| 16         | DEF        | Mauricio Gómez      |     |
| 2          | DEF        | Gastón Bueno        |     |
| 21         | DEF        | Martín Díaz         |     |
| 13         | DEF        | Maximiliano Olivera |     |
| 6          | MED        | Adrián Colombino    |     |
| 5          | MED        | Santiago Martínez   |     |
| 23         | MED        | Gastón Rodríguez    | 84' |
| 14         | MED        | Diego Riolfo        | 57' |
| 10         | DEL        | Rodrigo Pastorini   | 61' |
| 11         | DEL        | Sergio Blanco       |     |
| Entrenador | Entrenador | Alfredo Arias       |     |

| 23 | MED | Hugo Soria    | 83' |
| 19 | DEL | Hugo Sequeira | 83' |

| 21 | MED | Javier Cabrera     | 57' |
| 20 | DEL | Nicolás Albarracín | 61' |
| 9  | DEL | Kevin Ramírez      | 84' |

| Amonestado |  | Leandro Sosa       |
| Amonestado |  | Emiliano Velázquez |
| Amonestado |  | Camilo Mayada      |
| Amonestado |  | Guillermo Cotugno  |
| Amonestado |  | Gonzalo Porras     |

| Amonestado |  | Santiago Martínez   |
| Amonestado |  | Maximiliano Olivera |
| Amonestado |  | Gastón Bueno        |

| Árbitro             | Darío Ubríaco    |
| Árbitros asistentes | Miguel Nievas    |
| Árbitros asistentes | Carlos Pastorino |
| Cuarto árbitro      | Fernando Falce   |

| 1          | POR        | Salvador Ichazo      |     |
| 2          | DEF        | Emiliano Velázquez   |     |
| 24         | DEF        | Matías de los Santos |     |
| 4          | DEF        | Guillermo Cotugno    |     |
| 18         | MED        | Camilo Mayada        |     |
| 6          | MED        | Leandro Sosa         | 83' |
| 15         | MED        | Fabricio Formiliano  | 83' |
| 13         | MED        | Gonzalo Porras       |     |
| 10         | MED        | Ignacio González     |     |
| 11         | DEL        | Diego Martiñones     |     |
| 7          | DEL        | Bruno Fornaroli      |     |
| Entrenador | Entrenador | Leonardo Ramos       |     |

| 25         | POR        | Federico Cristóforo |     |
| 16         | DEF        | Mauricio Gómez      |     |
| 2          | DEF        | Gastón Bueno        |     |
| 21         | DEF        | Martín Díaz         |     |
| 13         | DEF        | Maximiliano Olivera |     |
| 6          | MED        | Adrián Colombino    |     |
| 5          | MED        | Santiago Martínez   |     |
| 23         | MED        | Gastón Rodríguez    | 84' |
| 14         | MED        | Diego Riolfo        | 57' |
| 10         | DEL        | Rodrigo Pastorini   | 61' |
| 11         | DEL        | Sergio Blanco       |     |
| Entrenador | Entrenador | Alfredo Arias       |     |

| 23 | MED | Hugo Soria    | 83' |
| 19 | DEL | Hugo Sequeira | 83' |

| 21 | MED | Javier Cabrera     | 57' |
| 20 | DEL | Nicolás Albarracín | 61' |
| 9  | DEL | Kevin Ramírez      | 84' |

| Amonestado |  | Leandro Sosa       |
| Amonestado |  | Emiliano Velázquez |
| Amonestado |  | Camilo Mayada      |
| Amonestado |  | Guillermo Cotugno  |
| Amonestado |  | Gonzalo Porras     |

| Amonestado |  | Santiago Martínez   |
| Amonestado |  | Maximiliano Olivera |
| Amonestado |  | Gastón Bueno        |

| Árbitro             | Darío Ubríaco    |
| Árbitros asistentes | Miguel Nievas    |
| Árbitros asistentes | Carlos Pastorino |
| Cuarto árbitro      | Fernando Falce   |

#### Vuelta
El partido de vuelta finalizó 1:1, y debido a que el partido de ida había finalizado empatado 0:0 se procedió a disputarse un alargue de 30 minutos que también resultó igualado 1:1, con un agónico gol de Camilo Mayada para Danubio sobre el final del mismo. El campeonato uruguayo se definió mediante la ejecución de tiros penales, algo que no sucedía desde el Campeonato Uruguayo de 1986.
| 25         | POR        | Federico Cristóforo |     |
| 2          | DEF        | Gastón Bueno        |     |
| 21         | DEF        | Martín Díaz         | 53' |
| 3          | DEF        | Emiliano Díaz       |     |
| 16         | MED        | Mauricio Gómez      | 65' |
| 6          | MED        | Adrián Colombino    | 46' |
| 5          | MED        | Santiago Martínez   |     |
| 13         | MED        | Maximiliano Olivera |     |
| 10         | DEL        | Rodrigo Pastorini   |     |
| 7          | DEF        | Javier Cabrera      |     |
| 20         | DEL        | Nicolás Albarracín  |     |
| Entrenador | Entrenador | Alfredo Arias       |     |

| 1          | POR        | Salvador Ichazo      |     |
| 2          | DEF        | Emiliano Velázquez   |     |
| 24         | DEF        | Matías de los Santos |     |
| 4          | DEF        | Federico Ricca       |     |
| 18         | MED        | Camilo Mayada        |     |
| 6          | MED        | Leandro Sosa         | 46' |
| 15         | MED        | Fabricio Formiliano  |     |
| 13         | MED        | Gonzalo Porras       |     |
| 10         | MED        | Ignacio González     |     |
| 11         | DEL        | Diego Martiñones     | 53' |
| 7          | DEL        | Bruno Fornaroli      | 61' |
| Entrenador | Entrenador | Leonardo Ramos       |     |

| 9  | DEL | Kevin Ramírez    | 46' |
| 23 | DEL | Gastón Rodríguez | 53' |
| 14 | MED | Diego Riolfo     | 65' |

| 21 | DEF | Guillermo Cotugno  | 46' |
| 23 | MED | Hugo Soria Sánchez | 53' |
| 5  | MED | Gastón Faber       | 61' |

| Anotado | 76'  | Diego Riolfo       | 1-1 |
| Anotado | 105' | Nicolás Albarracín | 2-1 |

| Anotado | 24'  | Leandro Sosa  | 0-1 |
| Anotado | 118' | Camilo Mayada | 2-2 |

|                     |                           | 0:1 | Acierto de penal          | Gonzalo Porras      |
| Rodrigo Pastorini   | Fallo de penal (Desviado) | 0:1 |                           |                     |
|                     |                           | 0:2 | Acierto de penal          | Camilo Mayada       |
| Maximiliano Olivera | Fallo de penal (Atajado)  | 0:2 |                           |                     |
|                     |                           | 0:2 | Fallo de penal (Desviado) | Ignacio González    |
| Gastón Rodríguez    | Fallo de penal (Atajado)  | 0:2 |                           |                     |
|                     |                           | 0:2 | Fallo de penal (Atajado)  | Fabricio Formiliano |
| Federico Cristóforo | Acierto de penal          | 1:2 |                           |                     |
|                     |                           | 1:2 | Fallo de penal (Desviado) | Federico Ricca      |
| Diego Riolfo        | Acierto de penal          | 2:2 |                           |                     |
|                     |                           | 2:3 | Acierto de penal          | Guillermo Cotugno   |
| Nicolás Albarracín  | Fallo de penal (Atajado)  | 2:3 |                           |                     |

| Amonestado | 22'  | Gastón Bueno       |
| Amonestado | 55'  | Mauricio Gómez     |
| Amonestado | 57'  | Javier Cabrera     |
| Amonestado | 93'  | Emiliano Díaz      |
| Amonestado | 105' | Nicolás Albarracín |

| Amonestado | 8'  | Emiliano Velásquez   |
| Amonestado | 23' | Gonzalo Porras       |
| Amonestado | 39' | Matías de los Santos |
| Amonestado | 61' | Bruno Fornaroli      |
| Amonestado | 89' | Federico Ricca       |

| Otorgado · Otorgado otra vez · Expulsado | 67' | Gastón Bueno   |  |
| Otorgado · Otorgado otra vez · Expulsado | 87' | Javier Cabrera |  |

| Otorgado · Otorgado otra vez · Expulsado | 51' | Emiliano Velázquez   |  |
| Otorgado · Otorgado otra vez · Expulsado | 91' | Matías de los Santos |  |

| Árbitro             | Roberto Silvera    |
| Árbitros asistentes | Mauricio Espinosa  |
| Árbitros asistentes | Gabriel Popovits   |
| Cuarto árbitro      | Christian Ferreyra |

| 25         | POR        | Federico Cristóforo |     |
| 2          | DEF        | Gastón Bueno        |     |
| 21         | DEF        | Martín Díaz         | 53' |
| 3          | DEF        | Emiliano Díaz       |     |
| 16         | MED        | Mauricio Gómez      | 65' |
| 6          | MED        | Adrián Colombino    | 46' |
| 5          | MED        | Santiago Martínez   |     |
| 13         | MED        | Maximiliano Olivera |     |
| 10         | DEL        | Rodrigo Pastorini   |     |
| 7          | DEF        | Javier Cabrera      |     |
| 20         | DEL        | Nicolás Albarracín  |     |
| Entrenador | Entrenador | Alfredo Arias       |     |

| 1          | POR        | Salvador Ichazo      |     |
| 2          | DEF        | Emiliano Velázquez   |     |
| 24         | DEF        | Matías de los Santos |     |
| 4          | DEF        | Federico Ricca       |     |
| 18         | MED        | Camilo Mayada        |     |
| 6          | MED        | Leandro Sosa         | 46' |
| 15         | MED        | Fabricio Formiliano  |     |
| 13         | MED        | Gonzalo Porras       |     |
| 10         | MED        | Ignacio González     |     |
| 11         | DEL        | Diego Martiñones     | 53' |
| 7          | DEL        | Bruno Fornaroli      | 61' |
| Entrenador | Entrenador | Leonardo Ramos       |     |

| 9  | DEL | Kevin Ramírez    | 46' |
| 23 | DEL | Gastón Rodríguez | 53' |
| 14 | MED | Diego Riolfo     | 65' |

| 21 | DEF | Guillermo Cotugno  | 46' |
| 23 | MED | Hugo Soria Sánchez | 53' |
| 5  | MED | Gastón Faber       | 61' |

| Anotado | 76'  | Diego Riolfo       | 1-1 |
| Anotado | 105' | Nicolás Albarracín | 2-1 |

| Anotado | 24'  | Leandro Sosa  | 0-1 |
| Anotado | 118' | Camilo Mayada | 2-2 |

|                     |                           | 0:1 | Acierto de penal          | Gonzalo Porras      |
| Rodrigo Pastorini   | Fallo de penal (Desviado) | 0:1 |                           |                     |
|                     |                           | 0:2 | Acierto de penal          | Camilo Mayada       |
| Maximiliano Olivera | Fallo de penal (Atajado)  | 0:2 |                           |                     |
|                     |                           | 0:2 | Fallo de penal (Desviado) | Ignacio González    |
| Gastón Rodríguez    | Fallo de penal (Atajado)  | 0:2 |                           |                     |
|                     |                           | 0:2 | Fallo de penal (Atajado)  | Fabricio Formiliano |
| Federico Cristóforo | Acierto de penal          | 1:2 |                           |                     |
|                     |                           | 1:2 | Fallo de penal (Desviado) | Federico Ricca      |
| Diego Riolfo        | Acierto de penal          | 2:2 |                           |                     |
|                     |                           | 2:3 | Acierto de penal          | Guillermo Cotugno   |
| Nicolás Albarracín  | Fallo de penal (Atajado)  | 2:3 |                           |                     |

| Amonestado | 22'  | Gastón Bueno       |
| Amonestado | 55'  | Mauricio Gómez     |
| Amonestado | 57'  | Javier Cabrera     |
| Amonestado | 93'  | Emiliano Díaz      |
| Amonestado | 105' | Nicolás Albarracín |

| Amonestado | 8'  | Emiliano Velásquez   |
| Amonestado | 23' | Gonzalo Porras       |
| Amonestado | 39' | Matías de los Santos |
| Amonestado | 61' | Bruno Fornaroli      |
| Amonestado | 89' | Federico Ricca       |

| Otorgado · Otorgado otra vez · Expulsado | 67' | Gastón Bueno   |  |
| Otorgado · Otorgado otra vez · Expulsado | 87' | Javier Cabrera |  |

| Otorgado · Otorgado otra vez · Expulsado | 51' | Emiliano Velázquez   |  |
| Otorgado · Otorgado otra vez · Expulsado | 91' | Matías de los Santos |  |

| Árbitro             | Roberto Silvera    |
| Árbitros asistentes | Mauricio Espinosa  |
| Árbitros asistentes | Gabriel Popovits   |
| Cuarto árbitro      | Christian Ferreyra |

|                                              |
| Bandera de Uruguay                           |
| Campeón Uruguayo 2013-14 Danubio 4.to título |

## Goleadores Campeonato Uruguayo
| Jugador        | Equipo    | Goles |
| -------------- | --------- | ----- |
| Héctor Acuña   | Cerro     | 20    |
| Sergio Blanco  | Wanderers | 18    |
| Jonathan Álvez | Danubio   | 15    |
| Iván Alonso    | Nacional  | 15    |
| Luis Gorocito  | Racing    | 14    |

## Tabla del descenso
La tabla del descenso se compone de la suma de los puntos de la tabla anual de esta temporada y los de la tabla anual de la temporada anterior. Aquellos equipos que ascendieron la temporada pasada, duplican su puntaje.
Los tres últimos clasificados, descienden directamente a Segunda División. En caso de empates en puntos entre dos equipos habrán partidos de desempate; si los empatados son más de dos equipos, se ordenan por diferencia de gol, y jugarán partidos los dos últimos entre los ordenados.
Nota: De lo anterior se desprende claramente que en Uruguay el promedio de puntos por partido jugado no se utiliza reglamentariamente para el descenso. No obstante, en esta tabla se incluye el dato del promedio a modo de referencia de cómo van hasta el momento los diferentes equipos, sobre todo teniendo en cuenta que al finalizar la temporada los tres clubes de peor puntaje coincidirán con los tres peores promedios.
|                                          | POS | EQUIPOS           |  | PJ | 2012/13 | 2013/14 | PROM  | PTS |
| ---------------------------------------- | --- | ----------------- |  | -- | ------- | ------- | ----- | --- |
|                                          | 1   | Peñarol           |  | 60 | 66      | 52      | 1,966 | 118 |
|                                          | 2   | Nacional          |  | 60 | 58      | 57      | 1,917 | 115 |
|                                          | 3   | River Plate       |  | 60 | 51      | 57      | 1,800 | 108 |
|                                          | 4   | Wanderers         |  | 60 | 40      | 61      | 1,683 | 101 |
|                                          | 5   | Defensor Sporting |  | 60 | 63      | 36      | 1,650 | 99  |
|                                          | 6   | Danubio           |  | 60 | 35      | 57      | 1,533 | 92  |
|                                          | 7   | Rentistas         |  | 30 | SD      | 45      | 1,500 | 90  |
|                                          | 8   | El Tanque Sisley  |  | 60 | 48      | 33      | 1,350 | 81  |
|                                          | 9   | Fénix             |  | 60 | 40      | 39      | 1,317 | 79  |
|                                          | 10  | Racing            |  | 60 | 37      | 39      | 1,267 | 76  |
|                                          | 11  | Juventud          |  | 60 | 40      | 32      | 1,200 | 72  |
|                                          | 11  | Cerro             |  | 60 | 35      | 37      | 1,200 | 72  |
|                                          | 13  | Sud América       |  | 30 | SD      | 35      | 1,166 | 70  |
|                                          | 14  | Liverpool         |  | 60 | 31      | 38      | 1,150 | 69  |
|                                          | 15  | Cerro Largo       |  | 60 | 27      | 28      | 0,916 | 55  |
|                                          | 16  | Miramar Misiones  |  | 30 | SD      | 22      | 0,733 | 44  |
| Última actualización: 18 de mayo de 2014 |     |                   |  |    |         |         |       |     |

|  | Descendido a la Segunda División Profesional. |